# Bramka (piłka nożna)

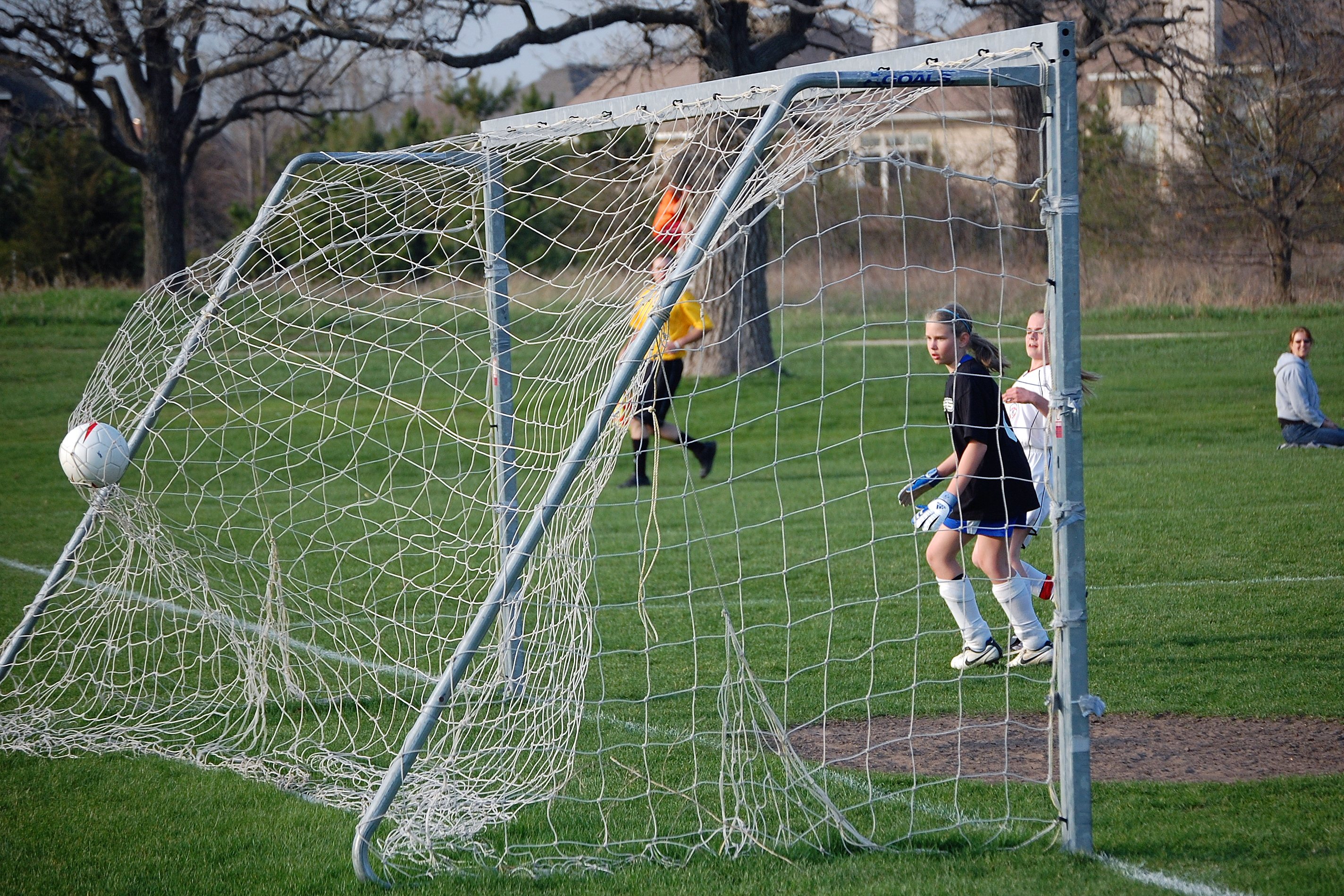
Bramka w piłce nożnej

Bramka – konstrukcja składająca się z dwóch pionowych słupków połączonych poprzeczką oraz linii bramkowej namalowanej na murawie boiska. W oficjalnych rozgrywkach mierzy 7,32 m (8 yd) szerokości i 2,44 m (8 ft) wysokości. Przekroczenie linii bramkowej przez piłkę, okręgiem wielkim równoległym do płaszczyzny boiska, oznacza zdobycie gola.
Zgodnie z przepisami FIFA, konstrukcja bramki może być wykonana z drewna, z metalu lub tworzywa sztucznego, powinna być stabilna i przymocowana do podłoża, zaś szerokość słupków nie powinna przekraczać 12 cm (5 cal). Z tyłu bramki zwykle jest doczepiona siatka, służąca do zatrzymywania piłki i uwidaczniająca zdobycie gola.